# Sohar
Ṣoḥār (in arabo صحار‎?), è una città di 221 605 abitanti (2016) dell'Oman nella regione di al-Bāṭina.
Talvolta traslitterata anche come As Sohar o Suhar.